# Lloyd Smith
Lloyd Arthur Smith (* 28. Mai 1914 in Lexington (Kentucky); † 8. April 1999 in St. Louis) war ein US-amerikanischer Jazzmusiker (Altsaxophon, Flöte), Musikpädagoge und Clubbesitzer.

## Leben und Wirken
Lloyd Smith wuchs in St. Louis auf und graduierte an der Sumner High School. Erste professionelle Jobs hatte er auf Flussdampfern bei Fate Marable, Charlie Creath, Dewey Jackson sowie bei lokalen Bands wie Eddie Johnson’s Crackerjacks, Rube Floyd oder Eddie Randle. Er war lange Jahre Lead-Saxophonist und Flötist bei Earl Hines, mit dem er Tourneen bis zur Westküste und Kanada unternahm; 1944–46 wirkt Smith bei Aufnahmen des Hines-Orchesters mit. 1947 ersetzte er kurz Johnny Hodges im Duke Ellington Orchestra, ohne jedoch bei Aufnahmen mitzuwirken. Von 1947 bis 1955 leitete er in Detroit den Musicians Club, in dem u. a. Count Basie, Duke Ellington, Benny Goodman, Louis Jordan, Andy Kirk, Dinah Shore und Dinah Washington auftraten. In späteren Jahren war Smith hauptberuflich in der Werbung tätig und daneben ein aktiver Förderer sowohl der Musikszene von St. Louis als auch der Bürgerrechtsbewegung; er hatte ein eigenes Studio und unterstützte die Karriere von Musikern wie John Coltrane, Hamiet Bluiett, Oliver Nelson oder Eric Person. Zu seinen Schülern gehörten auch seine Söhne Dwayne und Dwight Bosman, die als die Bosman Twins in St. Louis populär wurden.
Der Saxophonist ist nicht mit dem gleichnamigen Pianisten und Leiter der Gut-Bucketeers zu verwechseln, der in den 1930er Jahren aktiv war.